# North Hampton (Ohio)
Pour les articles homonymes, voir North Hampton.
North Hampton est un village américain situé dans le comté de Clark, dans l'Ohio. Selon le recensement de 2010, sa population est de 478 habitants.